# Lágymányos
Lágymányos est un quartier de Budapest, situé dans le 11e arrondissement.